# گروه نیتروژن
| گروه → | ۱۵     |
| دوره ↓ |        |
| ------ | ------ |
| ۲      | 7 N    |
| ۳      | 15 P   |
| ۴      | 33 As  |
| ۵      | 51 Sb  |
| ۶      | 83 Bi  |
| ۷      | 115 Mc |

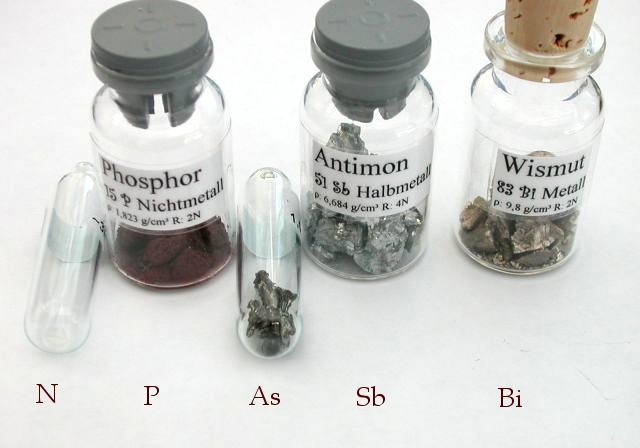
۵ عنصر اول این گروه

گروه نیتروژن یکی از گروه‌های جدول تناوبی عناصر است که شامل نیتروژن (N), فسفر (P), آرسنیک (As), آنتیموان (Sb), بیسموت (Bi) و مسکوویم (Mc) است. آرایش الکترونی این عناصر به ns²np³ ختم می شود.